# Mlýn Temešvár
Mlýn Temešvár (Honkova čp. 555) je areál několika budov v Kuklenách, který sloužil nejprve jako selský dvůr a mlýn. Ve druhé polovině 19. století šlo o osadu obce Kukleny, později byl rozdělen na dva díly a jeden z nich připadl Pražskému Předměstí.

## Historie
Temešvárský rybník nejspíše založili opatovičtí benediktýni kolem roku 1228 a podle svého tvaru byl nazýván Vlčím Hrdlem. Přebytečná jarní voda byla odváděna odtokem u sádek do luk, kudy vedl později starý náhon, a pak uměle vyhloubeným příkopem k Šostenám do luk a do Labe.

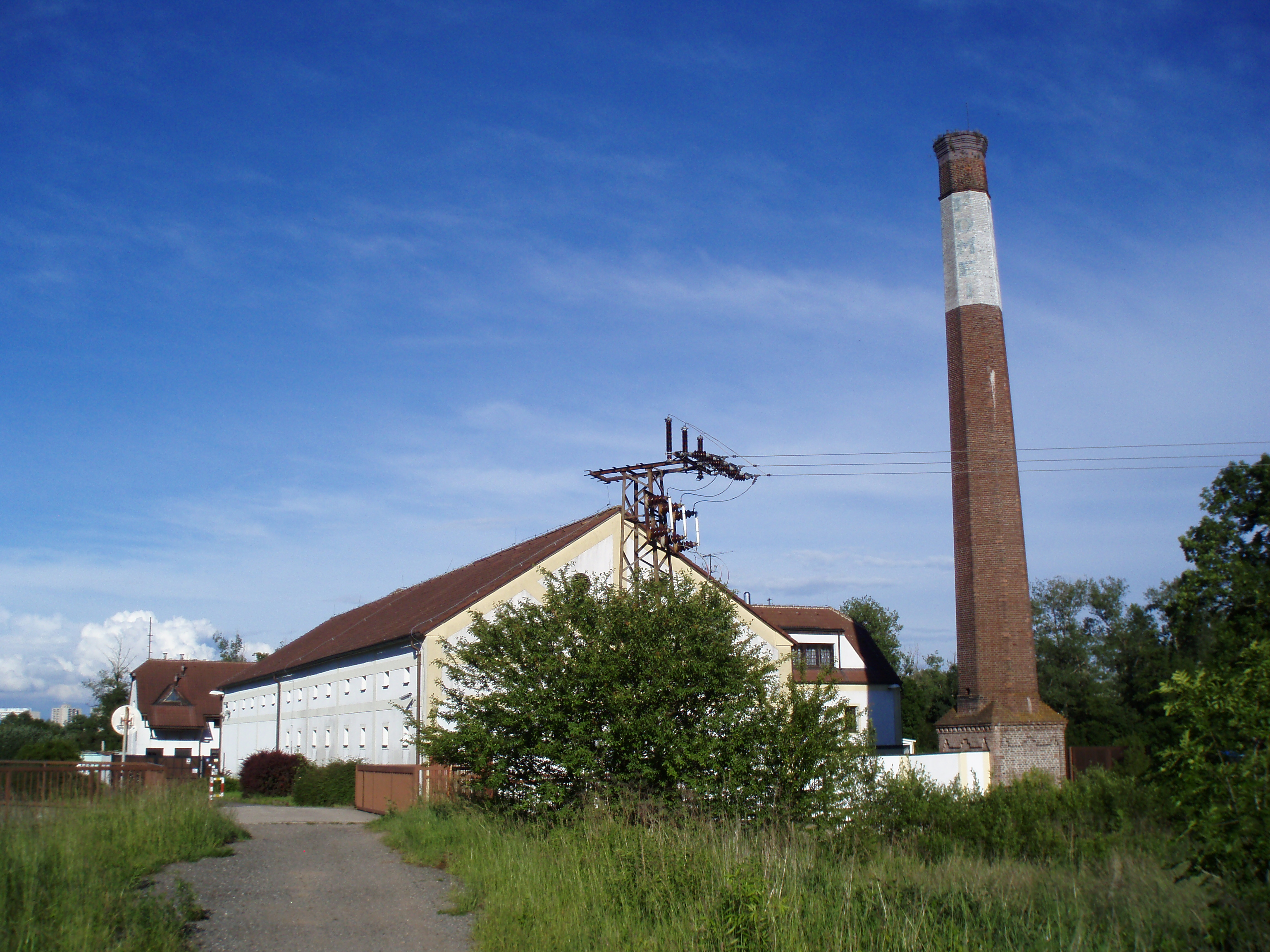
Areál bývalého mlýna

U Vlčího Hrdla stával v 15. století dvůr, jehož majitelem byl hradecký měšťan a v letech 1470–1489 konšel Petr Huneš. Ten si zde chtěl založit mlýn, a tak svedl od Stěžer strouhou vodu do místního rybníka, přičemž tato mnohdy rozvodněná strouha přidělávala obyvatelům Kuklen starosti, a tak ji roku 1867 svedli starou, tzv. bydžovskou, cestou do nového náhonu. Syn Petra Huneše odporučil roku 1506 jednu louku špitálu sv. Anny a druhou špitálu sv. Antonína. Od těchto dob byl zdejší rybník také nazýván Hunšovským.
Dalším majitelem byl Mikoláš Vražda, který byl roku 1513 hradeckým hofrychtéřem a ve válce s Turky jedním z vůdců českého vojska. Dle něho byl svého času místní rybník nazýván Vraždovským a roku 1599 ho od Vraždy koupili Hradečtí. V roce 1533 vystavěli Hradečtí starý náhon, který vedl od předměřického mlýna k březhradskému rybníku a Temešváru se vyhýbal.
Roku 1547 zkonfiskoval císař Ferdinand I. Hradci mj. role nad Hunšovským dvorem, řečené Kukleny, a vrátil je až roku 1551. V 16. století odkázal Matěj Čeřovský synovi roli i s ohradou (zahradou) za Hunšovským dvorem. 13. října 1600 koupil Jan Duchoslav „ten všecken kus dědiny (pole) vorné“ za dvorem Hunšovským, který byl od starodávna zván Kuklenami. Roku 1620 zkonfiskoval císař Ferdinand II. Hradci také „dědiny nad Hunšovským dvorem, řečené Kukleny.“ V roce 1645 byl při švédském dobývání města zdejší dvůr vypálen, a kdy byl znovu vystavěn a kterak se dostal do soukromého majetku, není známo. Od té doby mizí také pojmenování Hunšovský dvůr a začíná se objevovat pojmenování Temešvár. Tímto jménem byly přejmenovány dvě osady v Čechách na počest vítězné bitvy habsburského vojska nad Turky u města Temešváru v dnešním Rumunsku. Bitva byla 1716.[13]
V první polovině 18. století byl mlynářem v Temešváru jistý Capicar a po něm František Kumpricht. Ten roku 1747 koupil od Veroniky Zástěrové 24 korců polí, které spolu s mlýnem o dva roky později prodal Matěji a Marii Maršonovým. Roku 1772 Matěj Maršon umírá, kolem jeho závěti vznikají rozepře a mlýn nejspíše koupil smiřický mlynář František Skála a pozemky dostala vdova Lidmila se synem Janem Maršonem. Ve stejném roce je původní náhon nazýván již starým, což znamená, že nový náhon, který byl veden k temešvárskému mlýnu, byl postaven za výše zmíněného Matěje Maršona. Ve stejnou dobu je místní rybník postupně zmenšován, zavážen a jeho okraje slouží k pastvě dobytka.

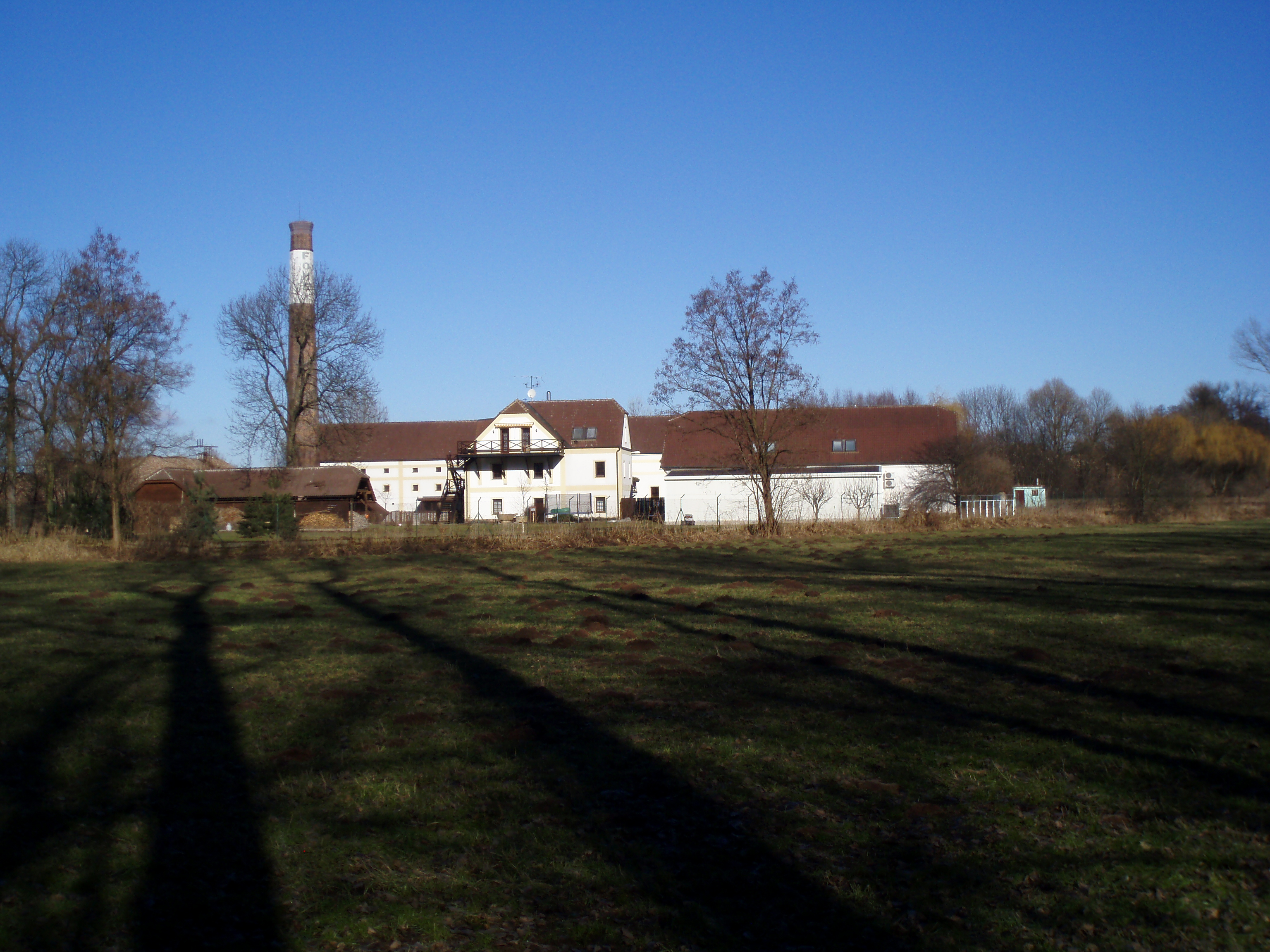
Areál bývalého mlýna

Roku 1788 zemřel mlynář Skála a mlýn odkázal synovi Janovi. Ten ho i s okolními polnostmi roku 1801 prodal Gotthardu a Terezii Píseckým, od nichž o rok později získal mlýn Václav Smejkal, který zemřel roku 1837. V roce 1818 byl vypuštěn a vysušen Temešvárský rybník. Roku 1841 byla pozůstalost po zemřelém mlynáři přiřknuta jeho synovi Františkovi, který o dva roky později koupil v dražbě od města Hradce Králové část vysušeného rybníka.
V roce 1851 vznikla obec Kukleny, k níž byla připojena i osada Temešvár, která sestávala z mlýna, sádek, hořínku a pastoušky, přičemž dvě posledně jmenované budovy byly jako Temešvár 2. díl připojeny roku 1890 k Pražskému Předměstí, jež se osamostatnilo od Kuklen. Zbývající část jako Temešvár 1. díl zůstala osadou Kuklen. V polovině 20. století se Temešvár již jako evidenční část neuvádí.
8. července 1861 František Šmejkal, mlynář v Temešváru, propachtoval stavbu zděného mostu přes náhon u Temešváru, pak stavbu kanálu na cestě do Březhradu, a to za 60 zl. Dne 7. února 1867 byla ve dražbě prodána za 505 zl. pastouška (č. 4), a to Josefu Helvichovi. Po Františku Smejkalovi připadl mlýn rodině Voženílků, která ho zakoupila v roce 1878. 16. července 1890 vyhořela sádka. Majitel mlynář Voženílek udával škodu 900 zl. 6. června 1893 žádal o povolení ke stavbě turbíny v Temešváru. 14. června 1894 se místodržitelství tázalo obce, zda pekařství ve mlýně V. Voženílka v Temešváru je dlužno považovat co podnik ku mlýnu náležející, nebo zdali je od mlýna místně oddělen a zdali při něm jsou zaměstnáni výlučně dělníci určení pro pekařství, tedy zda pekařství tvoří zvláštní podnik. 18. října 1903 okresní hejtmanství povolilo Em. Voženílkovi používání pekařské dílny a pece při č. 1 v Temešváru. 10. února 1905 vyhlásil krajský soud konkurs na jmění E. Voženílka a Bož. Voženílkové v Temešváru. 13. prosince téhož roku byl vydán dražební edikt na mlýn Temešvár i s pozemky na 16. leden 1906.

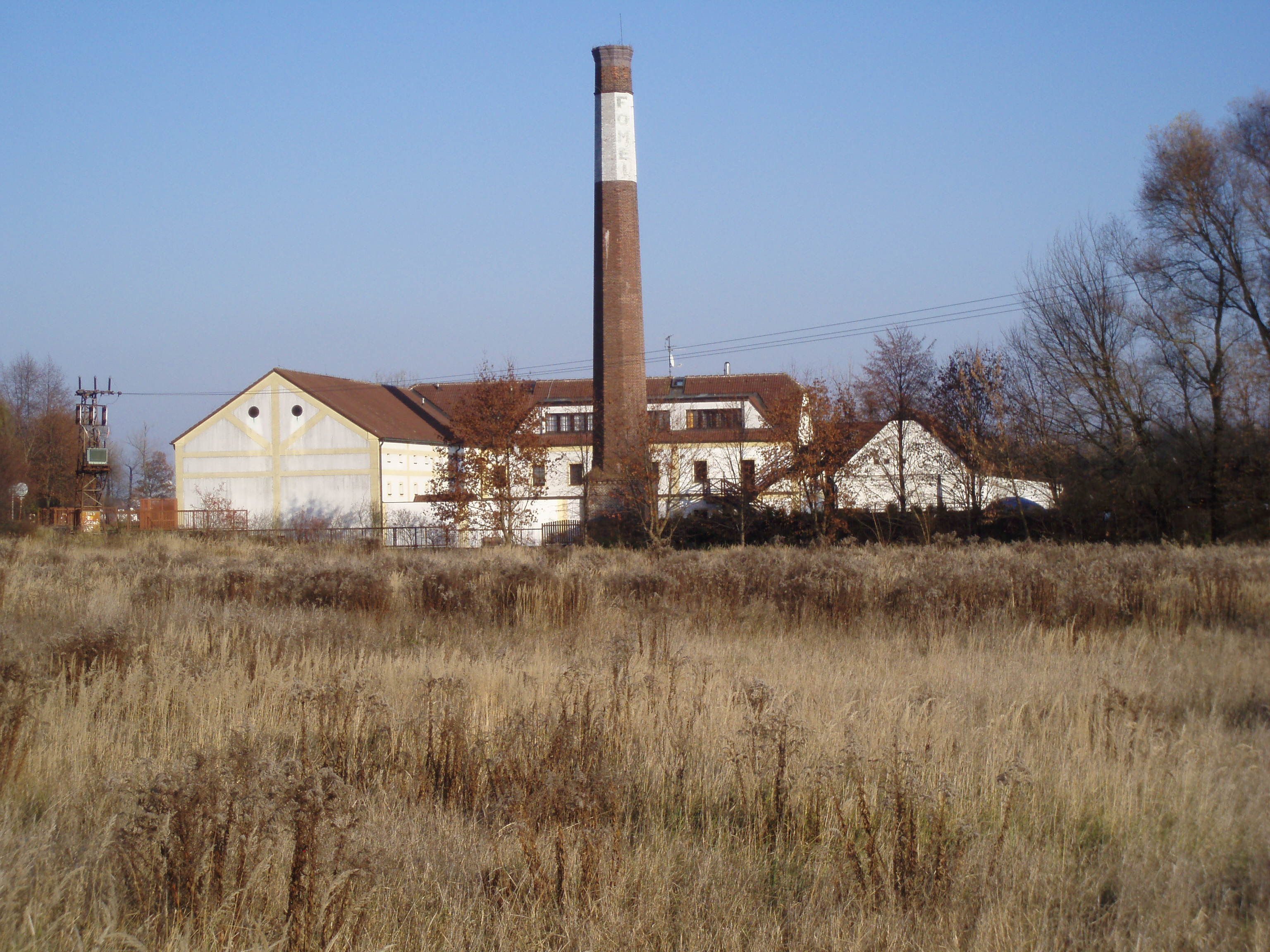
Areál bývalého mlýna

26. září 1906 vydražila mlýn manželka mlynáře Marie Voženílková. 18. června mlynář Voženílek žádal o povolení, aby směl dosavadní Girardovu turbínu vyměnit za Francisovu s horizontálním hřídelem. Vodoprávní řízení se konalo 2. července téhož roku. 12. září 1917 se v mlýně při revizi našlo obilí, nekryté mlecími výkazy a patřící různým osobám. Obec dotčené osoby vyslechla, načež okresnímu hejtmanství o tom zaslala protokoly, ale u některého obilí se nedopátrala majitele. 20. září téhož roku okresní hejtmanství udělilo mlynáři Voženílkovi pokutu 500 K a mlýn mu uzavřelo. Také stárek byl pokutován, a to 100 K. Dne 23. října 1917 byla v Temešváru povolena nová turbína. 15. listopadu téhož roku okresní hejtmanství zrušilo uzavření mlýna z 18. září 1917 a dovolilo Emanuelu Voženílkovi provozovat mlynářskou živnost. V době uzavírky tak měl alespoň možnost postavit novou turbínu.
V roce 1935 šel mlýn znovu do dražby a místní tisk se ptal, zdali přijde obec ke svým 20 000 Kč, jež Voženílek dlužil za elektrický proud. Přesto mlýn zůstal v rukou rodiny až do roku 1948, a to díky předměřickému podnikateli Josefu Voženílkovi, který se zde narodil, ve svých 24 letech zakoupil mlýn Budín a o tři roky později starý dřevěný mlýn, vedle kterého vybudoval zcela nový moderní objekt – mlýn Automat.
Za německé okupace došlo k plánu odstranit spád mlýna. V období komunistického režimu bylo zase několikrát uvažováno o demolici areálu a na jeho místě i v okolí se stavbou nového sídliště. V letech 1990–1996 zde podnikala firma Voženílek. Dnes[kdy?] je majitelem budovy Josef Dostál a nachází se zde areál firmy FOMEI, ve kterém se nachází golfové Indoor centrum Fomei. Současného neutěšeného stavu celého okolí si všimli Marek Lehmann a Radovan Kovářík, kteří přišli s nápadem výstavby úplně nové městské čtvrti Temešvár. Jejich projekt získal odměnu v soutěži studentů VŠ o nejlepší urbanistický projekt pro rok 2000.